# Počítadlo

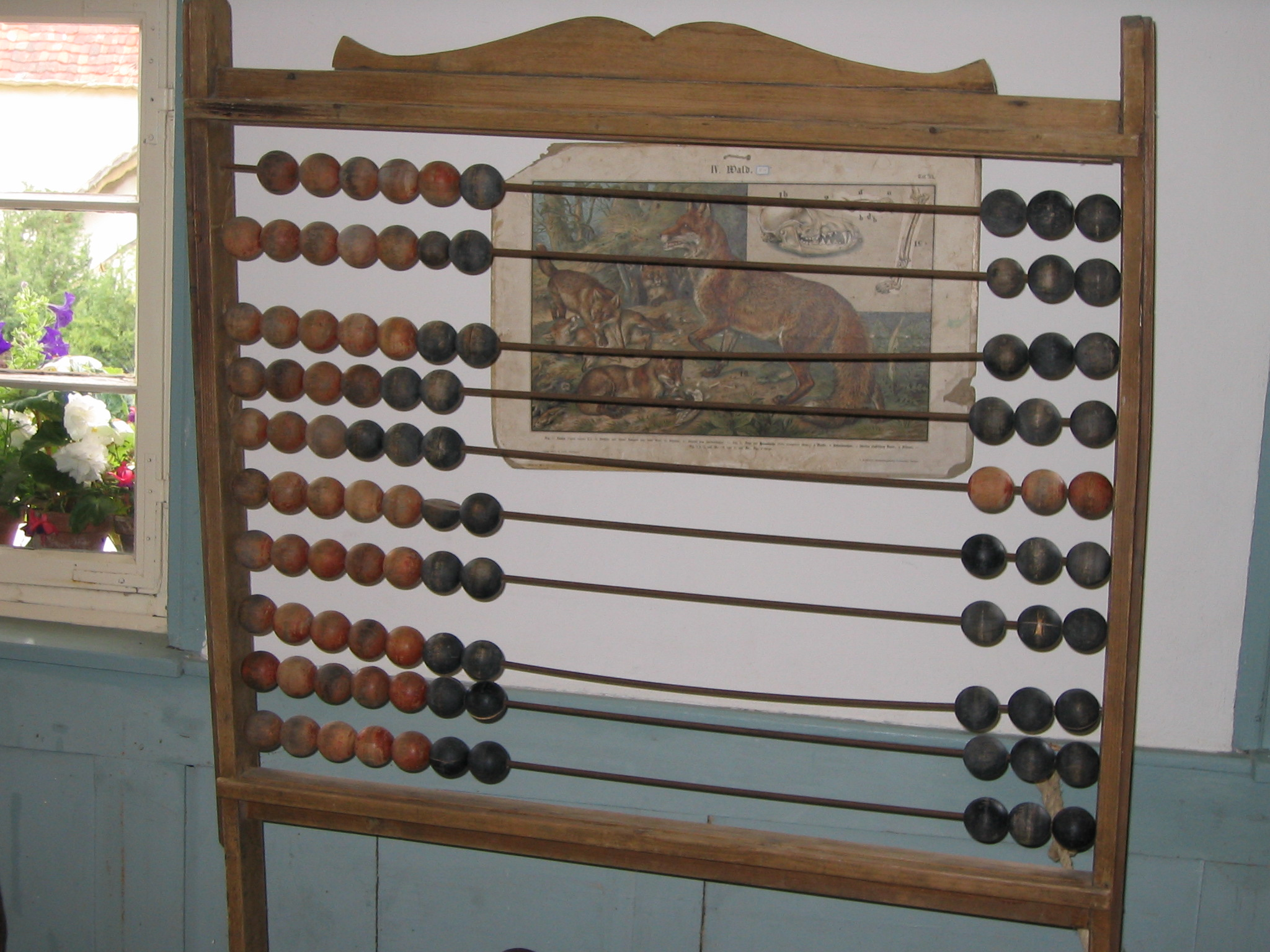
Kuličkové počítadlo

Počítadlo či abakus je jednoduchá mechanická pomůcka usnadňující výpočty. Byla to nejdříve deska s počtářskými kaménky a vyznačenými sloupci, později destička se žlábky nebo rámeček s kuličkami na tyčkách. Destička mohla být také nahrazena pouhými čarami vyznačenými v písku.
Výpočet spočíval v přesouvání počtářských kaménků určitého řádu z jedné strany abaku na druhou. Abakus se používal v Babylóně, ve starověké Indii, starověkém Řecku, starověkém Římě, středověké Evropě, v Číně, Japonsku, Sovětském svazu. Kuličkové počitadlo používané v prvních ročnících základní školy je jednou z podob abaku.
Popis abaku a výpočtů na něm sestavil v 11. století v Paříži matematik Bernelius a své dílo vydal pod názvem Liber abaci.

## Příklad výpočtu
Máme abakus, jehož žlábky jsou stejných řádů, jako jsou římské číslice (I = 1, V = 5, X = 10, L = 50, C = 100, D = 500, M = 1000). Zákazník si kupuje olej (cena je 10), chléb (cena je 5), pergamen (cena je 18) a voskové svíčky (cena je 51). Obchodník při výpočtu výsledné ceny postupně přesune z jedné strany na druhou:

- 1 kuličku ve žlábku řádu X (za olej),
- 1 kuličku ve žlábku řádu V (chleba),
- po 1 kuličce ve žlábcích řádu X a řádu V a 3 kuličky ve žlábku řádu I (pergamen),
- 1 kuličku ve žlábku řádu L a 1 kuličku ve žlábku řádu I (svíčka).

Konečný účet zákazníka tedy bude: (1 × 50) + (2 × 10) + (2 × 5) + (4 × 1) = 84.

## Římský abakus

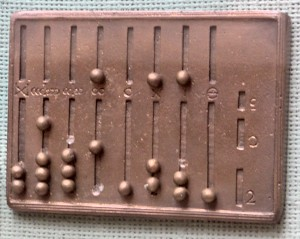
Rekonstrukce římského abaku. Národní knihovna v Paříži

Jednalo se obvykle o hliněnou destičku se sedmi žlábky, každý žlábek představoval jednu z římských číslic. Počítalo se přesouváním kuliček v těchto žlábcích.

## Abakus ve středověku
Používala se hladká deska posypaná pískem rozdělená do třiceti sloupců, ale někdy mohlo být sloupců méně. Sloupce byly rozděleny do skupin po třech, každá skupina tvořila jeden řád. První tři sloupce se používaly pro vyjádření zlomků. Nahoře byly sloupce ukončeny oblouky nazývanými „arcus Pythagorei“, protože se objev abaku připisoval Pythagorovi. Do sloupců se kladly početní kaménky. Na rozdíl od starověkých verzí abaku se jednotky nevyjadřovaly pomocí několika kaménků, ale pomocí destiček s vyobrazením příslušných číslic, ty byly nazývány „apex“ (plurál „apices“). Na tyto destičky začaly být používány pro zápis čísel indo-arabské číslice a ty tak postupně vytlačily římské číslice.

## Japonský abakus
Japonský abakus se nazývá Soroban. Do Japonska se dostal z Číny kolem roku 1600. Jednotlivé desítkové číslice jsou reprezentovány 4 + 1 kameny – oddělený jeden kámen označuje číslo 5 a čtyři kameny se přičítají. Byl široce využíván do poloviny 20. století, existovaly dokonce jeho kombinace s elektronickými kalkulačkami.

## Ruské počítadlo

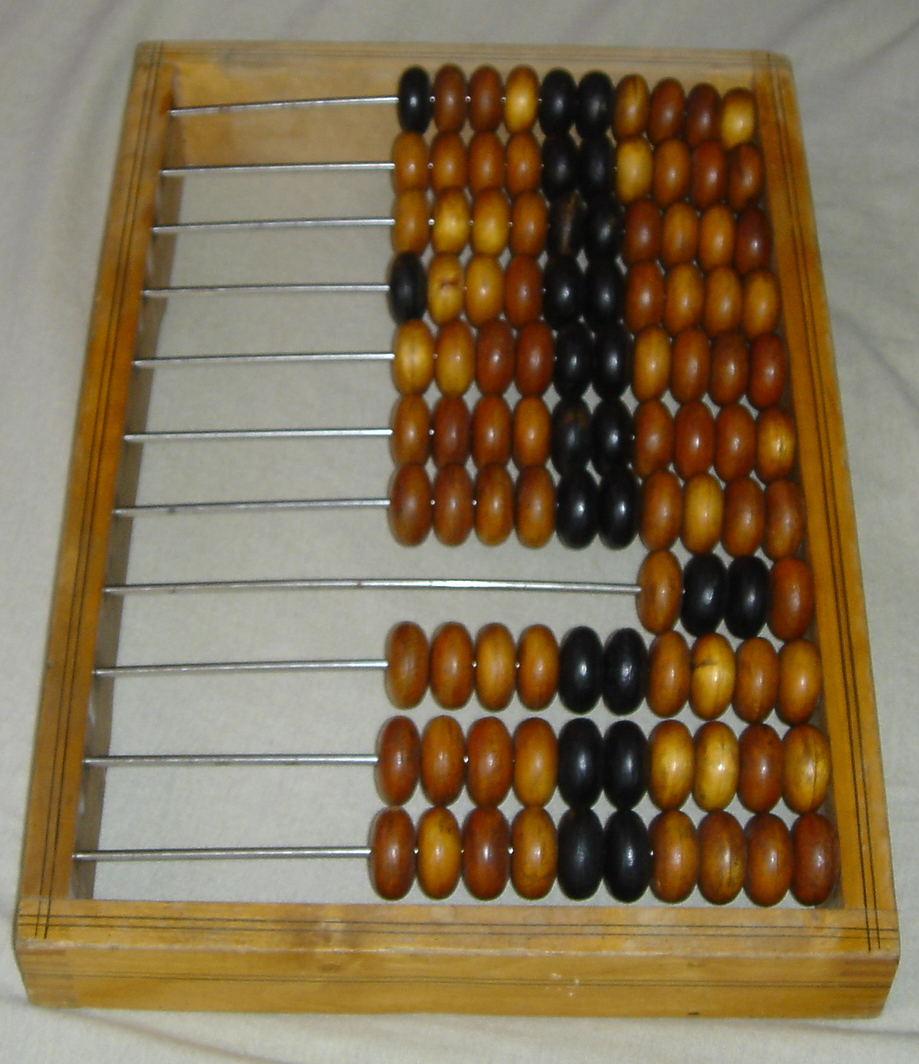
Sčot

Ruské počítadlo, zvané sčot nebo sčoty (счёты), sestává z rámu s nejčastěji deseti tyčkami, z nichž všechny mají 10 kuliček kromě jedné, která má 4 kuličky (pro výpočty s čtvrtrubly). V zemích bývalého Sovětského svazu se sčot používal běžně v obchodech až do 90. let 20. století, kdy byl nahrazen elektronickými kalkulátory.